# Ironodes
Ironodes is een geslacht van haften (Ephemeroptera) uit de familie Heptageniidae.

## Soorten
Het geslacht Ironodes omvat de volgende soorten:
- Ironodes arctus
- Ironodes californicus
- Ironodes flavipennis
- Ironodes geminatus
- Ironodes lepidus
- Ironodes nitidus